# 特警冤家
《特警冤家》（韓語：투캅스）為1993年韓國喜劇電影，於1993年12月18日上映，片長110分鐘，由康祐碩執導及監製，康祐碩製作公司出品、製作及發行，安聖基、朴重勳、池秀媛主演，本片是導演康祐碩最廣為人知的經典電影代表作，本片在1993年於韓國上映期間曾經轟動一時，並締造了86萬入場人次，成為1993年韓國電影票房冠軍，並為韓國電影創造了新紀元，鑑於本片在韓國受歡迎的程度，其後在1996年和1998年先後拍攝了續集和第三集，但是反應不及第一集。

## 劇情
故事講述曹探員和江探員是兩位性格南轅北轍的警探，經常就對方的辦案手法產生爭拗，江廉潔常常沒有談判餘地，曹圓滑世故萬事有商量。
某一天，芳名秀媛的神秘女子走進警局，報稱生命受到威脅，江著手調查，未知自己已墮入曹設計的賄賂圈套。
曹狡計尚未得逞，但江經此一役卻性情大變⋯

## 演員
| 角色         | 演員   | 備註                                                                                             |
| ------------ | ------ | ------------------------------------------------------------------------------------------------ |
| 曹探員       | 安聖基 | 本名曹潤洙。腐敗老刑警，江探員的拍擋                                                             |
| 江探員       | 朴重勳 | 本名江敏鎬。在警察學校以優異成績畢業的新刑警，曹探員的新拍檔，後為秀媛男友後也成為腐敗刑警的一員 |
| 秀 媛        | 池秀媛 | 本名池秀媛。受曹探員指示誘惑江探員的酒吧女郎，後為江探員女友                                     |
| 曹探員的妻子 | 金惠鈺 |                                                                                                  |
| 李探員       | 金甫城 | 新刑警，江探員的新拍檔                                                                           |
| 警署署長     | 沈洋弘 | 本名李東奎                                                                                       |
| 警署課長     | 梁澤助 |                                                                                                  |
| 朴社長       | 尹文植 |                                                                                                  |
| 泰 成        | 崔鍾元 |                                                                                                  |
| 黃 朝        | 林大鎬 |                                                                                                  |

## 獎項
| - 第32屆大鐘獎（1994年） - 「最佳剪接獎」：金 賢 - 第15屆青龍電影獎（1994年） - 「最佳電影獎」 - 「最佳導演獎」：康祐碩 - 「最佳男主角獎」：安聖基 - 「最佳女配角獎」：池秀媛 | - 第32屆大鐘獎（1994年） - 「最佳男主角獎」：安聖基、朴重勳 - 「人氣獎」：安聖基、朴重勳 - 第15屆青龍電影獎（1994年） - 「韓國電影最多觀眾獎」 - 第30屆百想藝術大獎－電影部門（1994年） - 「大獎」：安聖基 - 「作品獎」 - 「最佳導演獎」：康祐碩 - 「男子最優秀演技獎」：安聖基 - 「女子新人演技獎」：池秀媛 - 第14屆韓國電影評論家協會獎（1994年） - 「最佳男主角獎」：安聖基 |

## 花絮
- 本片是原為廣告模特兒的池秀媛首部演出兼首次擔任女主角的電影。[7][8][9]
- 本片原定由梨花藝術電影（이화예술필름）製作，不過由於該公司早前斥巨資製作的電影《西大街（朝鲜语：웨스턴 애비뉴）》票房慘敗導致公司破產倒閉，連公司社長林相敦（임상돈）也跑路的情況下，導演康祐碩只好自組公司拍攝本片。[10]
- 崔真實、高素榮、李素拉及陰貞姬（朝鲜语：음정희）均是本片女主角人選，但是因為各種原因落選。而參與本片女主角試鏡的池秀媛就因為遲遲沒有得到電影公司答覆，於是親自打電話給電影公司並說：「我是池秀媛。請告訴導演。如果不選我會後悔一輩子」。這個舉動最終讓池秀媛得到出演本片女主角的機會，並成為其演藝事業上的代表作之一。[11]
- 江探員一角原定由崔民秀飾演，但是因為崔民秀與導演康祐碩在劇本上有意見分歧而退出，最後由朴重勳接演。[12]

## 刪剪片段
本片導演康祐碩在2000年10月31日的體育報章《體育朝鮮》個人專欄中提及飾演江探員的朴重勳向飾演秀媛的池秀媛求婚的片段在剪接過程中被刪剪，也是全片唯一被刪剪的片段。

## 回響
儘管電影情節被批評是抄襲1984年法國電影《皇牌雜差》，《特警冤家》在1993年12月18日上映後成為票房大熱。電影還涉及警察腐敗的嚴肅主題，是一種非常商業化的人群樂趣，這是繼《西便制》之後，1993年韓國第二部最受矚目的電影。
《特警冤家》的票房成功讓康祐碩建立了自己的電影製作及發行公司，Cinema Service。

## 外部連結
- 互联网电影数据库（IMDb）上《特警冤家》的资料（英文）
- 韩国电影数据库（KMDb）上《特警冤家》的資料
- 特警冤家的Facebook專頁
- 豆瓣电影上《特警冤家》的資料 （简体中文）